# 名古屋市立名北小学校
名古屋市立名北小学校（なごやしりつ めいほくしょうがっこう）は、愛知県名古屋市北区下飯田町にある名古屋市立小学校。
教育方針は「正しく強く明るく」

## 歴史

### 沿革
- 1940年（昭和15年）12月 - 名古屋市立飯田尋常小学校より分離独立し、名古屋市立下飯田尋常小学校として、現在地に開校[WEB 1]。
- 1948年（昭和23年）12月 - 名古屋市立名北小学校として創立[WEB 1]。
- 1980年（昭和55年） - 40周年記念誌を発行[WEB 1]。
- 1983年（昭和58年）4月 - 名古屋市立辻小学校が独立[WEB 1]。また、障害児学級あすなろ学級が開設される[WEB 1]。
- 1990年（平成2年） - 50周年記念誌『わたしたちの町名北』を発行[WEB 1]。
- 2002年（平成14年）4月 - 障害児学級ひまわり学級が開設される[WEB 1]。
- 2002年（平成14年）6月 - 名北トワイライトスクール開設[WEB 1]。
- 2020年（令和２年）創立８０周年

### 児童数の変遷
『愛知県小中学校誌』（2018年）によると、児童数の変遷は以下の通りである。
| 1947年（昭和22年） | 489人  |  |
| 1957年（昭和32年） | 1445人 |  |
| 1967年（昭和42年） | 1091人 |  |
| 1977年（昭和52年） | 1137人 |  |
| 1987年（昭和62年） | 845人  |  |
| 1997年（平成9年）  | 568人  |  |
| 2007年（平成19年） | 443人  |  |
| 2017年（平成29年） | 475人  |  |

## 学校行事
- 4月 入学式・引き渡し訓練[WEB 3]
- 5月 全校遠足・運動会・中津川野外学習[WEB 3]
- 6月 プール開き[WEB 3]
- 7月名北夏祭り
- 8月
- 9月 交通安全教室[WEB 3]
- 10月 修学旅行
- 11月
- 12月
- 1月
- 2月
- 3月 卒業生を送る会[WEB 3]

## 委員会活動
委員会活動として、児童会・企画委員会、体育委員会、飼育委員会、放送委員会、給食委員会、環境委員会、保健委員会、図書委員会がそれぞれ活動を行っている。
だが、現在は児童会・体育委員会・給食委員会・環境委員会・保健委員会・図書委員会・情報委員会がある。

## クラブ活動
クラブ活動として、外遊びクラブ・インドアスポーツクラブ・室内遊びクラブ・イラストクラブ・家庭科クラブ・タブレットクラブ・音楽クラブが行われている。

## 通学区域
所管する名古屋市教育委員会は、2018年（平成30年）9月1日現在、北区のうち、芦辺町・石園町・尾上町・織部町・垣戸町・木津根町・紅雲町・下飯田町・龍ノ口町・辻町字流・憧旛町・真畔町・瑠璃光町・若葉通の全域および辻本通1丁目の一部を通学区域として指定している。
また、卒業後の進学先は名古屋市立若葉中学校となっている。

## 交通アクセス
- 名古屋市営地下鉄名城線 志賀本通駅または平安通駅より各徒歩10分[WEB 7]
- 名古屋市営バス 若葉通停留所・御成通三停留所より各徒歩5分[WEB 7]
- 名古屋市営バス 瑠璃光町停留所より徒歩3分[WEB 7]

### 書籍
1. ↑  六三制教育七十周年記念 愛知県小中学校誌 合同記念誌編集特別委員会 2018, p. 177.